# Corb marí negre
El corb marí negre (Phalacrocorax sulcirostris) és un ocell marí de la família dels falacrocoràcids (Phalacrocoracidae) que habita costes, badies, manglars, rius, pantans i llacs d'Indonèsia (exceptuant Borneo però incloent moltes illes petites), Nova Guinea, Austràlia, Tasmània i Nova Zelanda.

## Descripció
El corb marí negre és un petit corb marí de 60 a 65 cm amb tot el plomatge negre. La part posterior té una brillantor verdosa. En la temporada de cria, li apareixen irregularment plomes blanques sobre el cap i el coll, amb una cella blanquinosa evident. El plomatge es torna marró més esvaït després. Els mascles i les femelles són idèntics en plomatge. La silueta és esvelta i grisa, i les cames i els peus negres. L’iris de l’adult és verd i el marró juvenil. Els ocells immadurs tenen plomatge marró i negre.

## Distribució i hàbitat
El corb marí negre va des de la península malaia a través d’Indonèsia (però excloent Sumatra) i Nova Guinea (incloses les illes d’Entrecasteaux) i a tota Austràlia. Es troba a l’illa del nord de Nova Zelanda. Es tracta d’una espècie predominantment d’aigua dolça, que es troba en masses d’aigua cap a l’interior i de vegades a les zones costaneres protegides. Gairebé sempre es troba a l’aigua o a prop.

## Comportament
És més gregari que altres corbs marins, es pot trobar en grans estols. De vegades, els grups volen en formació V.

### Menjar i alimentació
El corb marí negre s’alimenta principalment de peixos i menja una proporció de peixos més elevada que la del corb marí beccurt (Microcarbo melanoleucos), que menja més decàpodes. Un estudi de camp a dos llacs d’emmagatzematge, el llac Cargelligo i el Brewster, al sud-oest de Nova Gal·les del Sud, va trobar que la carpa comuna introduïda constituïa més de la meitat de la ingesta d’aliments.
S'ha observat pocs corbs marins negres al riu Wyong, costa central de Nova Gales del Sud, Austràlia. S'alimenten en un patró com a grup. Es desplacen en la mateixa direcció, se separen de l’aigua, colpejant l'aigua amb les ales en la mateixa direcció durant uns metres i després aterren a l’aigua i esperen que els altres aterrin al davant mentre es capbussen per capturar peixos. S'ha observat que al tornar a la superfície s’empassen els peixos i més tard avancen de nou. Un grup de corbs marins pot arribar als centenars d'individus i mantenir-se en una formació estreta de 10 a 20 metres mentre avancen.

### Reproducció
La cria es produeix un cop a l'any a la primavera o la tardor al sud d'Austràlia i abans o després del monsó a les regions tropicals. El niu és una petita plataforma construïda de branques seques i pals a les forquilles d’arbres que es troben a l’aigua. Els nius sovint es troben a prop d’altres ocells d’aigua com altres corbs marins, ardèids, ibis o becplaners. Ponen de tres a cinc (rarament sis o set) ous ovalats pàl·lids de 48 x 32 mm. Els ous estan coberts amb una fina capa de calç, donant-los un aspecte recobert blanc mat i s'embruten cada cop més amb les femtes, com ho fa el niu, durant la temporada de reproducció.

## Taxonomia
El corb marí negre va ser descrit formalment el 1837 pel naturalista alemany Johann Friedrich von Brandt. El va col·locar al gènere Carbo i va encunyar el nom binomial carbo sulcirostris. L'espècie es col·loca ara al gènere Phalacrocorax que va introduir el zoòleg francès Mathurin Jacques Brisson el 1760. El nom del gènere phalacrocorax és la paraula llatina per a un corb marí. L'epítet específic sulcirostris combina el «sulcus» llatí que significa “solc” amb «-rostris» que significa “-bec”.
L’espècie és monotípica: no es reconeix cap subespècie. El nom comú a Nova Zelanda és el petit Shag Black.
Un estudi filogenètic molecular publicat el 2019 va trobar que el corb marí negre és germà del corb marí dl'Índia (Phalacrocorax fuscicollis). Es calcula que les dues espècies es van dividir fa 2,5-3,2 milions d’anys durant el Pliocè tardà.